# Supertisdagen
Supertisdagen (engelska: Super Tuesday) är en tisdag i februari eller mars under de år då det hålls presidentval i USA, under vilken en stor del av USA:s delstater håller primärval eller nomineringsval för att ta fram den demokratiska och den republikanska kandidaten till presidentposten.
Den är en viktig dag i amerikanska primärvalskampanjer då det är den dagen då flest delstater håller primärval. Att vinna stort på supertisdagen ger ofta en presidentkandidat en tillräcklig knuff för att gå segrande ur hela primärvalsprocessen. Exakt vilka delstater som har primärval på supertisdagen och hur många som har det varierar från gång till gång. 
Demokraternas primärval är alltid proportionella, det vill säga kandidaten tilldelas delegater beroende på hur stor andel av rösterna han eller hon får. Republikanerna däremot har majoritetsval i flera av de folkrikaste delstaterna, vilket innebär att vinnaren får alla delegater.
Begreppet supertisdag slog igenom 1988 då demokraterna i flera delstater i Södern bestämde sig för att hålla sina primärval samtidigt, den 8 mars. På så sätt hoppades de få större inflytande och få fram en mer konservativ presidentkandidat. Planen misslyckades dock. Delstaterna splittrades mellan Al Gore, Jesse Jackson och Michael Dukakis och den liberale Dukakis blev till slut demokraternas presidentkandidat. Supertisdagar har sedan hållits 10 mars 1992, 12 mars 1996, 7 mars 2000, 2 mars 2004, 5 februari 2008 och 6 mars 2012.

## 2008
År 2008 inföll supertisdagen den 5 februari. Detta år var det 24 delstater som hade primärval denna dag, fler än något tidigare år, varför händelsen även har fått namn som superdupertisdagen och tsunamitisdagen.

## 2012
År 2012 inföll supertisdagen den 6 mars. Bland de fyra återstående republikanska kandidaterna framstod Rick Santorum och Mitt Romney som de som låg bäst till inför supertisdagen. I de 10 delstater där republikanerna hade primärval vann Romney i 6 delstater, Santorum i 3 och Newt Gingrich i 1.
| Delstat       | Republikansk vinnare |
| ------------- | -------------------- |
| Georgia       | Newt Gingrich        |
| Idaho         | Mitt Romney          |
| Massachusetts | Mitt Romney          |
| North Dakota  | Rick Santorum        |
| Ohio          | Mitt Romney          |
| Oklahoma      | Rick Santorum        |
| Tennessee     | Rick Santorum        |
| Vermont       | Mitt Romney          |
| Virginia      | Mitt Romney          |

## 2016
Under presidentvalet 2016 inföll supertisdagen 1 mars. Då hade följande 15 delstater sina primärval (vissa stater hade caucuses och vissa höll bara val för ett av partierna den dagen): Alabama, Alaska, American Samoa, Arkansas, Colorado, Georgia, Massachusetts, Minnesota, North Dakota, Oklahoma, Tennessee, Texas, Vermont, Virginia och Wyoming.